# BRICS
BRIC ili BRICS je pokrata koja se na engleskom jeziku odnosi na rastuća državna gospodarstva Brazila, Rusije, Indije, Kine i Južnoafričke Republike (engl. Brazil, Russia, India, China, South Africa). Implicitno, tiče se ekonomskog savezništva i suradnje navedenih gospodarstava. Pojam je uveo ekonomist Jim O'Neill 2001. iz banke Goldman Sachs, a ubrzo je prihvaćen u javnosti, osobito u medijima, do te mjere da ga većina izvora vijesti iz međunarodnih financija koristi bez većih objašnjenja. Sastanak službenika ovih država, održan na ljeto 2008. godine u Jekaterinburgu, nazvan je Summit BRIC-a.
Države BRIC-a imaju 40 % svjetskog stanovništva, odnosno, 25 % kopnenoga teritorija.
13. travnja 2011. je u članstvo organizacije primljena Južnoafrička Republika nakon čega se za nju koristi engleska skraćenica BRICS.

## Vanjske poveznice
- Istraživanja ekonomije zemalja BRICS-a - Prezentacija koorporacije Goldmana Sachsa  Arhivirana inačica izvorne stranice od 21. srpnja 2009. (Wayback Machine)